# Batalla de Pingxingguan
La batalla de Pingxingguan (en chino: 平型關戰役), comúnmente llamada Gran Victoria de Pingxingguan en la China continental, fue un enfrentamiento librado el 25 de septiembre de 1937, al comienzo de la segunda guerra sino-japonesa, entre el 8.º Ejército de Ruta del Partido Comunista de China y el Ejército Imperial Japonés.
La batalla resultó en la pérdida de 400 a 600 soldados en ambos lados, pero los chinos capturaron 100 camiones llenos de suministros. La victoria dio a los comunistas chinos un tremendo impulso, ya que fue la única batalla del tamaño de una división que libraron durante toda la guerra.

## Antecedentes
Después de la captura de Beiping (actual Pekín) a finales de julio de 1937, las fuerzas japonesas avanzaron a lo largo del ferrocarril Beijing-Baotou hacia Mongolia Interior. Habiendo anticipado el movimiento, Chiang Kai-shek había designado al señor de la guerra de Shanxi, Yan Xishan, como encargado de la pacificación de Taiyuan. Teóricamente, Yan tenía autoridad sobre todas las fuerzas militares chinas en su teatro de operaciones, incluida la 115.ª División del 8.º Ejército de Ruta de Lin Biao, las tropas de Liu Ruming que habían luchado por el Kuomintang y varios contingentes del Ejército Central responsables ante Chiang Kai-shek. En realidad, estas fuerzas operaron independientemente del ejército provincial de Yan.
Las fuerzas japonesas, principalmente la 5.ª División y la 11.ª Brigada Mixta Independiente, salieron de Pekín y avanzaron hacia el condado de Huailai en Chahar. Una columna japonesa avanzó rápidamente hacia Shanxi, utilizando el ferrocarril que los chinos no intentaron destruir. Los chinos abandonaron Datong el 13 de septiembre, retrocediendo a una línea desde el paso de Yanmen en la Gran Muralla al este hasta el paso de montaña de Pingxingguan. Las tropas de Yan Xishan se desmoralizaron más a medida que los japoneses ejercían su supremacía aérea.
El cuerpo principal de la 5.ª División japonesa, bajo el mando de Seishirō Itagaki, avanzó desde Huaili para invadir el noreste de Shanxi. Aunque contaba con una columna de transporte motorizado, su ritmo de avance estaba limitado por el mal estado de las carreteras. Cuando llegaron a la frontera de Shanxi, la 115.ª División de Lin Biao, después de una marcha forzada desde Shanxi, estaba en Pingxingguan el 24 de septiembre para tender una emboscada al ejército japonés.

## La batalla

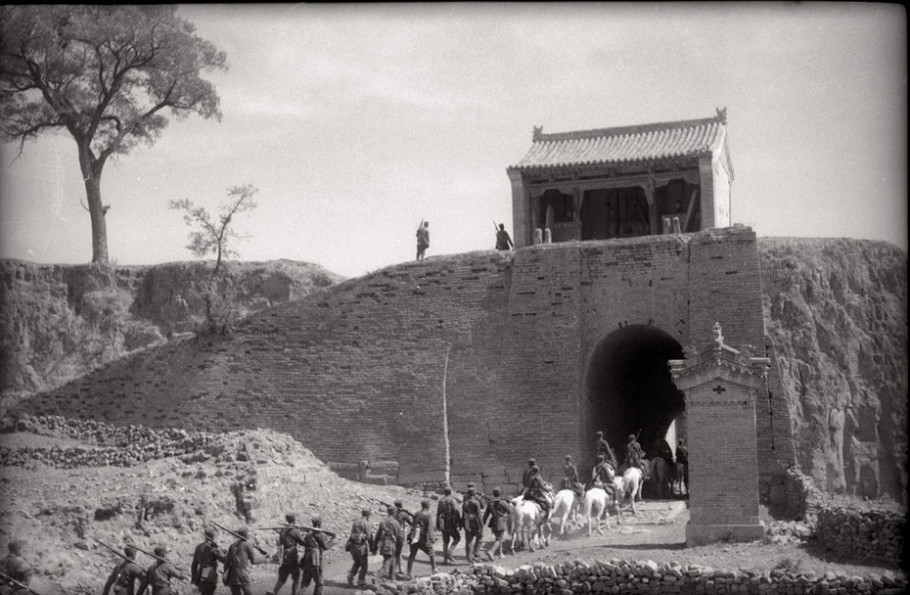
Tropas del 8.º Ejército de Ruta entrando en Pingxingguan. Fotografía por Sha Fei.

El paso de Pingxingguan era un desfiladero estrecho atravesado por loess, sin salida durante varios kilómetros excepto la propia carretera. La división de Lin pudo tender una emboscada a dos columnas de unidades principalmente de transporte y suministro y prácticamente aniquilar a las fuerzas japonesas atrapadas.
El 25 de septiembre, la 21.ª brigada de la 5.ª División japonesa estacionada en Lingqiu recibió una solicitud del 21.º Regimiento de que necesitaban suministros con urgencia debido a la caída de las temperaturas. Las tropas de suministro del 21.º Regimiento partieron con 70 carros tirados por caballos llenos de ropa, comida, municiones y se dirigieron hacia el oeste hacia Pingxingguan. Alrededor de las 10:00, la columna de suministro pasó a un desfiladero con los dos lados elevándose más de 10 metros; se dirigían hacia Caijiayu, que se encontraba a unos 3 km de distancia.
Al mismo tiempo, una columna motorizada de tropas de suministro japonesas en unos 80 camiones salió de Guangou y se dirigió al este. Ambas formaciones, que no eran de combate, fueron emboscadas por la 115.ª división a las 10:00 del día 25 y fueron prácticamente aniquiladas. Una fuerza de socorro formada por el 3.º Batallón del 21.º Regimiento fue rechazada por las tropas chinas y sufrió casi 100 bajas. Las tropas de Lin Biao finalmente se retiraron, lo que permitió que los japoneses finalmente llegaran al lugar de la emboscada el 28 de septiembre. La Fuerza Aérea Nacionalista brindó apoyo aéreo cercano a las fuerzas terrestres chinas en el curso de las batallas en Pingxingguan.
Las bajas japonesas en la batalla se han estimado entre 400 y 500 y las chinas alrededor de 400. Las fuerzas chinas destruyeron alrededor de 70 camiones y un número igual de transportes y capturaron 100 rifles, 10 ametralladoras ligeras, 1 pistola, 2.000 proyectiles. así como algo de ropa y comida.

## Consecuencias

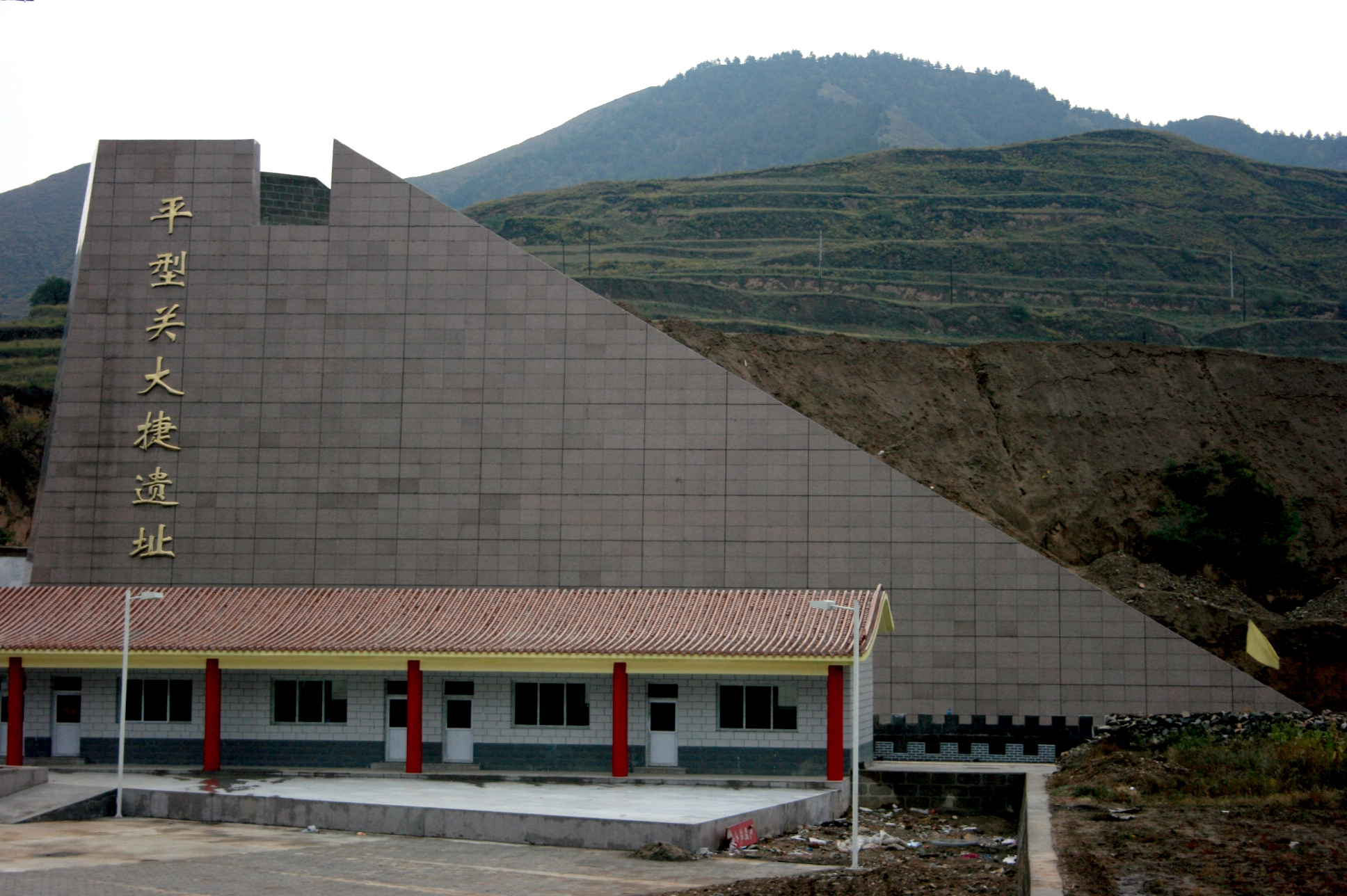
Edificio conmemorativo de la batalla.

La historia oficial del Kuomintang sobre la segunda guerra sino-japonesa la resume en una frase, sin otorgar crédito alguno para los comunistas. Por otro lado, los relatos de los comunistas describen Pingxingguan como un ejemplo típico de las tácticas de la guerrilla roja, inspirado en la conceptualización de guerra popular de Mao Zedong.
Las pérdidas japonesas fueron exageradas con fines propagandísticos. Sin embargo, al igual que la victoria en la batalla de Taierzhuang, Japón explicó que Pingxingguan sucumbió a los oficiales japoneses a lo que llamaron "enfermedad de la victoria".
Después de una serie de victorias fáciles contra sus oponentes, no tomaron precauciones elementales. Los comandantes japoneses rara vez repetían los errores operativos que habían llevado a Pingxingguan.
No obstante, la batalla le dio a los chinos un gran impulso moral y mayor credibilidad a los comunistas a ojos del pueblo. La batalla fue citada constantemente por los líderes del PCCh como un ejemplo de su compromiso de luchar contra la ocupación japonesa, a pesar de que Mao se había opuesto a la batalla, según un relato escrito por Lin Biao en Rusia (donde estaba siendo tratado por heridas de bala) y Lin había decidido llevarla a cabo por cuenta propia.